# TDMoIP
TDMoIP — технология передачи каналов с временным уплотнением (Е1) через сети с коммутацией пакетов.
Технология TDMoIP позволяет сократить операционные и капитальные издержки за счет прозрачной передачи голоса, видео и данных по сетям IP/Ethernet/MPLS.
Технология была разработана и запатентована компанией RAD Data Communications патент США №6731649.

## Преимущества технологии
- уменьшение инвестиций в АТС и коммутаторы Class 5;
- не требуется большой модернизации оборудования
- поддержка наследуемых сервисов, таких как Frame Relay, ATM и выделенные линии;
- высокое качество звука;
- быстрый возврат инвестиций в оборудование TDMoIP.

## Суть технологии
Суть технологии TDM over IP явствует из названия: эмуляция традиционных каналов TDM (E1, T1, E3 или T3) в сетях IP. Чтобы понять, как осуществляется преобразование трафика сети с коммутацией каналов в трафик сети с пакетной коммутацией, обратимся к основам архитектуры TDM.
Как известно, базовый «кирпичик» сетей TDM — поток E1 — формируется за счет временного мультиплексирования 32 каналов по 64 Кбит/с каждый. При этом каждый фрейм E1 состоит из 32 временных интервалов (байт), два из которых обычно выделяются для служебных целей: один интервал для синхронизации, другой — для сигнализации.
Простейшая реализация технологии TDMoIP предполагает инкапсуляцию каждого фрейма E1 в IP-пакет путём добавления к содержимому соответствующего заголовка. Поскольку биты/байты синхронизации не включаются в пакет, «полезная нагрузка» фрейма составляет 31 байт.
Для передачи трафика имеет смысл использовать протокол UDP и протокол реального времени RTP. Разумеется, гарантирующий доставку протокол TCP обеспечивает более надежную транспортировку данных, но при передаче речи пакет, пришедший слишком поздно (например, высланный повторно), будет отброшен. В то же время размер заголовков в UDP и RTP меньше, чем в TCP, а следовательно, доля служебной информации (избыточность) в таком трафике меньше.
Впрочем, избыточность и здесь отнюдь не маленькая: заголовок RTP занимает, по меньшей мере, 12 байт, заголовок UDP — 8 байт, а заголовок IP — 20 байт. Итого «набегает» 40 байт. При 31-байтной полезной нагрузке это слишком много. Но существуют по крайней мере два способа решения этой проблемы: использование алгоритмов сжатия заголовков или объединение нескольких фреймов в один мультифрейм, который затем укладывается в IP-пакет. Тогда избыточность служебной информации значительно сокращается. Имеется также возможность изменять соотношение полезной и избыточной информации, меняя размер формируемого IP-пакета от 100 до 1500 байт (чем больше размер пакета, тем меньше служебной информации передается по каналу связи) и управляя интервалом отправки пакетов.
Отметим, что простая инкапсуляция фреймов E1 в IP-пакеты — далеко не единственный способ реализации технологии TDMoIP. Можно сначала кодировать TDM-трафик с помощью какого-либо другого протокола, а уж потом упаковывать его в IP. Зачем же добавлять еще один «слой» вычислений между TDM и IP? Причин здесь несколько. В частности, промежуточное кодирование может использоваться для согласования размеров фреймов TDM- и IP-пакетов, коррекции ошибок, обеспечения совместимости с другими системами, сжатия речи и реализации дополнительных механизмов качества обслуживания.
Но какими бы ни были детали реализации технологии, системы TDMoIP всегда обеспечивают прозрачную пересылку фреймов TDM, не пытаясь изменить ни временные интервалы, ни каналы сигнализации, ни передаваемую информацию. Поэтому их можно использовать для транспортировки по IP любого трафика TDM, даже если часть исходных каналов занята под данные или, скажем, поток E1 представляет собой неструктурированный поток бит. Технология TDMoIP применима и для услуг Fractional E1: в этом случае для снижения объема трафика в IP-пакет включаются специальные информационные байты.
Сохранность передаваемой информации TDM гарантирует прозрачность всего тракта для сигналов синхронизации. Устройства TDMoIP поддерживают различные протоколы сигнализации, включая CCS (SS7, ISDN PRI, QSIG) и CAS (DTMF, R2/MFC).

## TDMoP
TDMoP (Time Division Multiplexing over Packet networks) — технология, работающая аналогично TDMoIP, но по другим алгоритмам. Отличия в названии и алгоритмах необходимы для избежания преследований со стороны создателей TDMoIP. Результат и эффективность передачи практически одинаковы.